# Campione tipo
Il campione tipo o anche materiale tipo in mineralogia è il campione di riferimento in base al quale un minerale è stato definito.

## Tipi
La Commission on New Minerals and Mineral Names e la Commission on Museums dell'IMA nel 1987 ha approvato le seguenti definizioni per i vari tipi di campione tipo:
Olotipoun olotipo è un singolo campione di minerale dal quale la descrizione originale del minerale può essere determinata nella sua interezza.
Cotipoi cotipi sono campioni multipli dai quali sono stati ottenuti i dati quantitativi, ma non necessariamente, per la descrizione originale del minerale.
Neotipoun neotipo è un nuovo campione di minerale utilizzati per la ridefinizione o il riesame di un minerale nel caso in cui l'olotipo o i cotipi non possono essere localizzati oppure, durante l'esame, sono risultati inadeguati per lo studio.

## Scopo
I campioni tipo risultano utili quando una specie di minerale viene riesaminata perché la descrizione originale di un minerale può essere incompleta o contenere degli errori.

## Storia
Nell'ambito della biologia l'uso dei campioni tipo esiste da molto tempo mentre in ambito mineralogico è una pratica più recente. Questo comporta che a volte il campione tipo non esista anche per specie minerali scoperte nel XX secolo. La pubblicazione di "Type specimens in mineralogy" da parte di P. G. Embrey e M. H. Hey nel 1970 stimolò la discussione sui campioni tipo e condusse ad una loro definizione formale approvata dall'IMA nel 1987.
Attualmente la Commission on New Minerals, Nomenclature and Classification dell'IMA richiede che, per l'approvazione di una nuova specie di minerale, il campione tipo venga depositato in un museo gestito professionalmente.